# Nagata-Schrein

Schreintor (神門) des Nagata-Schreins

Der Nagata-Schrein (japanisch 長田神社 Nagata-jinja) ist ein Shintō-Schrein im Stadtbezirk Nagata der Stadt Kōbe, Präfektur Hyōgo, Japan. Er soll ca. im Jahr 290 von der legendären Jingū-kōgō erbaut worden sein.
Der Schrein ist Koto-shiru-nushi-no-kami (meist mit Ebisu identifiziert) geweiht. Am 18. Oktober jedes Jahres, am Shinkō-sai (auch Ō-atari), besucht er verschiedene Stadtbezirke seiner Gemeinde. Sein Hauptschrein ist der einzige Schrein in Kōbe, der im Zweiten Weltkrieg keinen Schaden genommen hat.
In dem Nebenschrein Tsuki-yomi-jinja wird der Mond-Kami Tsukuyomi verehrt. In einem anderen Nebenschrein ist Ō-yama-kui, der Sake-Kami des Matsunoo-Schreins, der Haupt-Kami.
Der Nagata-Schrein selbst erfreut sich für gewöhnlich vieler Besucher, etwa 800.000 pilgern jedes Neujahr zu ihm.
Besonders beliebt ist die lose zum Setsubun gehörende Zeremonie Tsuina (追儺, auch Oni-yarai oder Oni-oi), die jährlich am 3. Februar stattfindet, angeblich seit der Herrschaft von Mommu-tennō (697–707). Ungewöhnlich für diese auch in anderen Schreinen begangene Zeremonie ist, dass die (traditionell sieben) Jugendlichen sich dabei als gute (anstatt böse) Oni verkleiden und zu traditioneller Musikbegleitung (Muschelflöte und Taiko) Fackeln schwingen.